# JHQ Rheindahlen
JHQ Rheindahlen (Joint Headquarters) was een Britse legerplaats in Mönchengladbach-Rheindahlen. Het Britse hoofdkwartier was in 1945 gevestigd in Bad Oeynhausen. Omdat in de NAVO-strategie de Rijn als belangrijke verdedigingslinie werd gezien werd het Britse hoofdkwartier in 1952 verplaatst naar een 380 hectare groot terrein ten westen van de stad Mönchengladbach. In oorlogstijd zou worden uitgeweken naar het NAVO-hoofdkwartier Cannerberg nabij Maastricht.
JHQ Rheindahlen ontwikkelde zich tot een vrij toegankelijke Britse enclave binnen Duitsland met straatnamen als Queens Avenue en Marlborough Road.
In 1987 pleegde de IRA een aanslag met een autobom op JHQ Rheindahlen. 27 West-Duitsers en 4 Britten raakten gewond.
De basis bleef ook na het einde van de Koude Oorlog bestaan, maar in 2013 werd de basis aan Duitsland teruggegeven.